# 斯佩齐亚湾畔里科
斯佩齐亚湾畔里科（義大利語：Riccò del Golfo di Spezia），是意大利拉斯佩齐亚省的一个市镇。总面积36平方公里，人口3528人，人口密度98.0人/平方公里（2009年）。ISTAT代码为011023。